# هيرمان فون ديشند
هيرمان فريدريش ألكسندر ديشند، أصبح يعرف فون ديشند في عام 1865، (2 أبريل 1814 - 30 أبريل 1890)، كان مسؤولًا حكوميًا وسياسيًا كبيراً في بروسيا وعمل كأول رئيس لبنك الرايخ. ولد ديشند في مارينويردر في بروسيا الغربية (مارينويردر تعرف بكفيدزن وتقع في حالياً في بولندا)، وهو ابن محام اسمه ثيودور ديشند. بدأ ديشند مسيرته المهنية في المحكمة المحلية وفي مجلس مدينة مارينفيردر وفي عام 1846 انتقل إلى آرنسبيرغ لتولي منصب في منطقة الحكومة المحلية.